# B' Katīgoria 1977-1978
La B' Katīgoria 1977-1978 fu la 23ª edizione della B' Katīgoria; vide la vittoria finale dell'Omonia Aradippou.

## Stagione

### Novità
Il numero di squadre rimase fermo a 14: a fronte degli arrivi dell'ASIL Lysī (retrocesso dalla A' Katīgoria 1976-1977) dell'Akritas Chlōrakas (che aveva vinto la G' Katīgoria), ci furono le partenze ENAD Agios Dometios (retrocesso in G' Katīgoria) e dell'APOP Paphou (promosso in A' Katīgoria 1977-1978).

### Formula
Le quattordici squadre partecipanti erano collocate in un girone unico e si incontravano in turni di andata e ritorno, per un totale di ventiquattro incontri per club; erano assegnati due punti per la vittoria, uno per il pareggio e zero per la sconfitta. In caso di parità si teneva conto del quoziente reti. Il vincitore veniva promosso direttamente nella A' Katīgoria 1978-1979, mentre erano prevista una sola retrocessione in G' Katīgoria .

## Squadre partecipanti
| Club                 | Città       | Stadio                        | Stagione precedente             |
| -------------------- | ----------- | ----------------------------- | ------------------------------- |
| AEM Morphou          | Morfou      | Stadio Comunale di Morfou     | 12º in B' Katīgoria             |
| Akritas Chlōrakas    | Chlóraka    | ?                             | 1º in G' Katīgoria, promosso    |
| ASIL Lysī            | Lysi        | ?                             | 16º in A' Katīgoria, retrocesso |
| Ermīs Aradippou      | Aradippou   | Stadio Tasos Marcou Paralimni | 4º in B' Katīgoria              |
| Ethnikos Achnas      | Achna       | Dasaki Stadium                | 3º in B' Katīgoria              |
| Ethnikos Assia       | Assia       | ?                             | 11º in B' Katīgoria             |
| Īraklīs Gerolakkou   | Gerolakkos  | ?                             | 10º in B' Katīgoria             |
| Keravnos Strovolos   | Strovolos   | Keravnos Stadium              | 7º in B' Katīgoria              |
| Neos Aionas Trikomou | Trikomo     | ?                             | 9º in B' Katīgoria              |
| Omonia Aradippou     | Aradippou   | Aradippou Stadium             | 2º in B' Katīgoria              |
| Orpheas Nicosia      | Nicosia     | Vecchio Stadio GSP            | 8º in B' Katīgoria              |
| Othellos Athīainou   | Athīenou    | Stadio Othellos Athienou      | 5º in B' Katīgoria              |
| PAEEK Kerynias       | Kyrenia     | GS Praxandros                 | 6º in B' Katīgoria              |
| Parthenon Zodeia     | Kato Zodeia | ?                             | 13º in B' Katīgoria             |

## Classifica finale
|  | Pos. | Squadra              | Pt | G  | V  | N  | P  | GF | GS | DR  |
|  | ---- | -------------------- | -- | -- | -- | -- | -- | -- | -- | --- |
|  | 1.   | Omonia Aradippou     | 43 | 26 | 19 | 5  | 2  | 67 | 12 | +55 |
|  | 2.   | Keravnos Strovolos   | 38 | 26 | 16 | 6  | 4  | 49 | 25 | +24 |
|  | 3.   | Ermīs Aradippou      | 30 | 26 | 9  | 12 | 5  | 32 | 28 | +4  |
|  | 4.   | Ethnikos Achnas      | 29 | 26 | 11 | 7  | 8  | 39 | 24 | +15 |
|  | 5.   | ASIL Lysī            | 29 | 26 | 11 | 7  | 8  | 35 | 37 | −2  |
|  | 6.   | Neos Aionas Trikomou | 28 | 26 | 11 | 6  | 9  | 33 | 35 | −2  |
|  | 7.   | Othellos Athīainou   | 24 | 26 | 11 | 6  | 9  | 33 | 35 | −2  |
|  | 8.   | Īraklīs Gerolakkou   | 22 | 26 | 6  | 10 | 10 | 31 | 38 | −7  |
|  | 9.   | Akritas Chlōrakas    | 22 | 26 | 6  | 10 | 10 | 26 | 34 | −8  |
|  | 10.  | PAEEK Kerynias       | 21 | 26 | 6  | 9  | 11 | 23 | 29 | −6  |
|  | 11.  | Parthenon Zodeia     | 21 | 26 | 8  | 5  | 13 | 29 | 41 | −12 |
|  | 12.  | Ethnikos Assia       | 20 | 26 | 5  | 10 | 11 | 21 | 30 | −9  |
|  | 13.  | AEM Morphou          | 20 | 26 | 3  | 14 | 9  | 26 | 43 | −17 |
|  | 14.  | Orpheas Nicosia      | 17 | 25 | 6  | 5  | 15 | 27 | 52 | −25 |

### Verdetti
- Omonia Aradippou promosso in A' Katīgoria.
- Orpheas Nicosia retrocesso in G' Katīgoria.